# タキオ・スパイクス
タキオ・ジェラルド・スパイクス（Takeo Gerard Spikes [təˈkiːoʊ], 1976年12月17日 - ）は、アメリカ合衆国ジョージア州オーガスタ出身の元アメリカンフットボール選手。ポジションはラインバッカー（LB）。

## 概要
オーバーン大学でカレッジフットボールをプレーした後、1998年のNFLドラフトでシンシナティ・ベンガルズから1巡目（全体13位）で指名された。その後、バッファロー・ビルズ、フィラデルフィア・イーグルス、サンフランシスコ・フォーティナイナーズ、サンディエゴ・チャージャーズでもプレーした。ビルズ時代は、プロボウルに2度選出され、オールプロにも選出された。
現役時代、15シーズンのうち13シーズンでキャプテンを務めた。現役時代、プレーオフ不出場の選手の中でNFL史上最も多いレギュラーシーズン219試合の出場を果たした。
引退後、メディアのパーソナリティとなった。現在はNBCスポーツネットワークのフットボールアナリストであり、シリウスXMのNFL番組を共同司会している。 また、Sky Sports UKのNFLパンディットを務めている。

## 人物
「タキオ(Takeo)」という名前は、親が報道を見て知った日本の第66代総理大臣である三木武夫に由来する。 また、偶然ながらスパイクスが生まれた1週間後の1976年12月24日に就任した第67代総理大臣の名前もTakeo（福田赳夫）であった。 従兄のブランドン・スパイクスは、ニューイングランド・ペイトリオッツとバッファロー・ビルズでプレーした元ラインバッカーである。